# 宁海城隍庙
29°17′18.74″N 121°25′36.36″E / 29.2885389°N 121.4267667°E
宁海城隍庙是宁波市宁海县的一处城隍庙，位于宁海县城关桃源南路。城隍庙始建于唐永昌元年（689年），供奉的城隍为南梁时在宁海平乱的田什，后历经兴废，现存建筑格局为清嘉庆二十四年奠定，民国重修。现存建筑共四进，占地总面积1600余平方米。1903年，宁海秀才王锡桐曾在城隍庙指挥反天主教斗争，因而宁海城隍庙于1963年以王锡桐起义遗址的名义被纳入浙江省文物保护单位。2006年，城隍庙古戏台与宁海县境内其他九座戏台被列入全国重点文物保护单位。

## 历史
宁海城隍庙始建于唐武德年间（618–626年），永昌元年（689年）县治迁至今城关时，城隍庙建于城关，南梁太清二年（548年）在宁海平乱的田什被供奉为城隍，吴越时城隍被封为安仁侯。南宋隆兴年间（1163–1164年），县令薛抗重建城隍庙，至元代废庙。1369年，城隍庙重新设置，并确立神号为“宁海城隍之神庙”。此后，城隍庙廊庑倒塌，庙址被民居侵占。1476年，县令郭紳将被侵占的土地重归城隍庙并重建庙宇。城隍庙的现有格局在1819年的重修中确定。1903年，宁海秀才王锡桐在城隍庙指挥上万人攻入城内，烧毁天主教堂并杀死神父朱国光，史称宁海教案。1912年后，宁海城隍庙也曾成为反对袁世凯复辟、宣传抗日思想的场所。1935年，宁海城隍庙进行大修，重建了仪门、戏台和两厢，并将戏台前立柱改为铁柱以改善观戏视线:124。

## 形制

宁海城隍庙平面图

宁海城隍庙位于跃龙街道县前社区桃源南路，位于原县衙南两百步，与县衙、文庙形成鼎足之势。城隍庙建筑坐北朝南，面积1600平方米，共分四进。中轴线自南向北由照墙、五凤楼、戏台、泛轩、大殿、后宫组成，附属建筑包括台门、总曹殿、无常殿、东西看厢和财房。其中台门三间朝东，为单檐硬山顶，宽8.30米，深3.44米，门前有石狮。五凤楼为五开间两层单檐硬山顶，宽16.85米，深7.6米，第二榀梁架上有类似歇山顶的垂脊，上下分别设有吻兽和垂兽，门上绘有门神，前部有檐廊，廊顶为卷棚式，雀替、额坊、月梁上有雕刻。五凤楼南侧厢房为总曹殿和左右无常殿，均为单檐硬山顶。其中总曹殿为三开间，宽9.1米，深2.5米，左右无常殿为五开间，宽17.7米，深5.5米。
戏台位于五凤楼北侧明间，正对泛轩，宽5.25米，深5.15米，台面距地面1.66米，单檐歇山顶，檐角上翘。正脊两端有龙形鸱吻，垂脊上有红白将军瓦塑，戗脊上有狻猊、海马等形象的瓦塑:125。戏台藻井为圆形，使用20层斗拱和花板组成16条螺旋线叠涩而成。檐下三面有花拱，形成网状，称为网拱。斗拱下檐枋有彩画，内容包含传统戏曲场景和军官、士绅看戏的场景。戏台上层柱共四根，下层柱八根。靠近五凤楼的台柱为木柱，面向观众一侧的下层柱为水泥柱，而上层则为铁柱，上有西式爱奥尼柱头。上下层间有美人靠式围栏，望柱、寻杖有梅、竹、莲花、寿桃等装饰。
泛轩为三开间单檐硬山顶，宽14.0米，深10米，明间上方为圆形藻井，下方原为安放白鹤大帝神像的主宾座，今放置有大钟。泛轩西有财神殿，为三开间单檐硬山顶，宽7.5米，深8.2米，殿内供奉文財神像。泛轩后为大殿，为庙宇主体建筑。建筑为重檐歇山顶，面阔五间深五间，宽16.1米，深16.2米，其中明间宽6.0米，次间3.3米，梢间1.7米。大殿垂脊、戗脊分别有垂兽和仙人瓦塑。殿前部有檐廊，廊顶为卷棚式。正厅正中设有方形神座，供奉城隍神。大殿后为后宫，为五开间单檐硬山顶，通过连廊与大殿相连，为城隍神休息的场所。后宫宽13.3米，深7.2米，中间供奉城隍神座像及两尊娘娘像，旁有千工床。

## 保护和展示
由于宁海城隍庙为宁海教案的发生地，且建筑保存完好，宁海城隍庙于1963年即以“王锡桐起义遗址”的名义被列入第二批浙江省文物保护单位，1981年成为浙江省近代革命纪念地，1997年成为宁波市爱国主义教育基地。城隍庙古戏台则于2003年2月被列入宁海县文物保护单位，2006年5月与县内其他九座戏台一起以宁海古戏台的名义被列入第六批全国重点文物保护单位:124。浙江省政府曾于1983年出资维修城隍庙。2018年，宁海城隍庙获得国家文物保护专项资金资助231万元人民币，用于修复戏台、大殿、厢房等建筑。
宁海县政府曾经在泛轩内设置王锡桐起义纪念馆，用于陈列宁海教案相关的书籍和兵器实物。民办的东方艺术造像博物馆也曾设置在城隍庙内，展出各种佛像。2015年起，宁海城隍庙开始改造，计划成为非物质文化遗产宁海平调的展示地。

## 图片

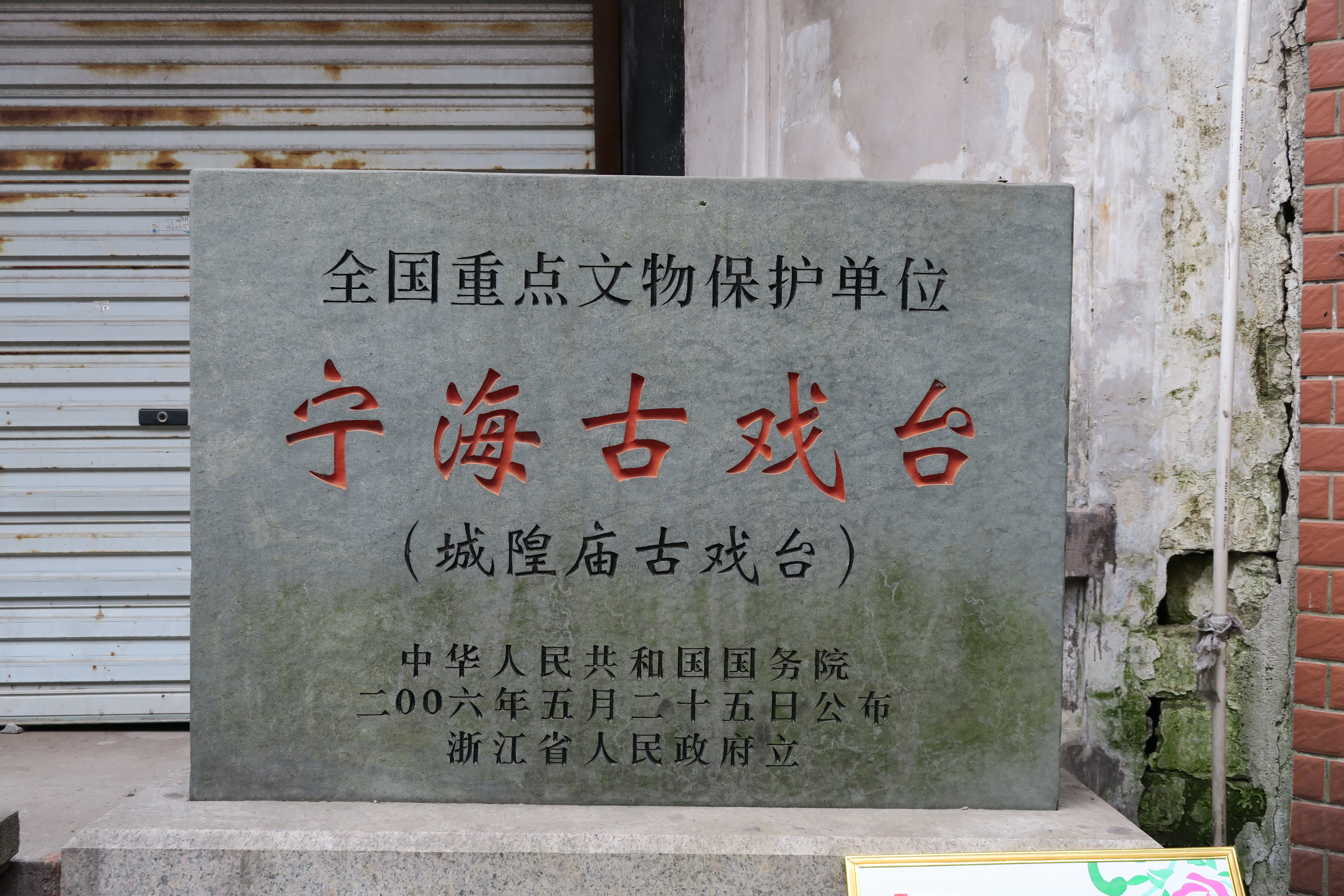
文物保护碑
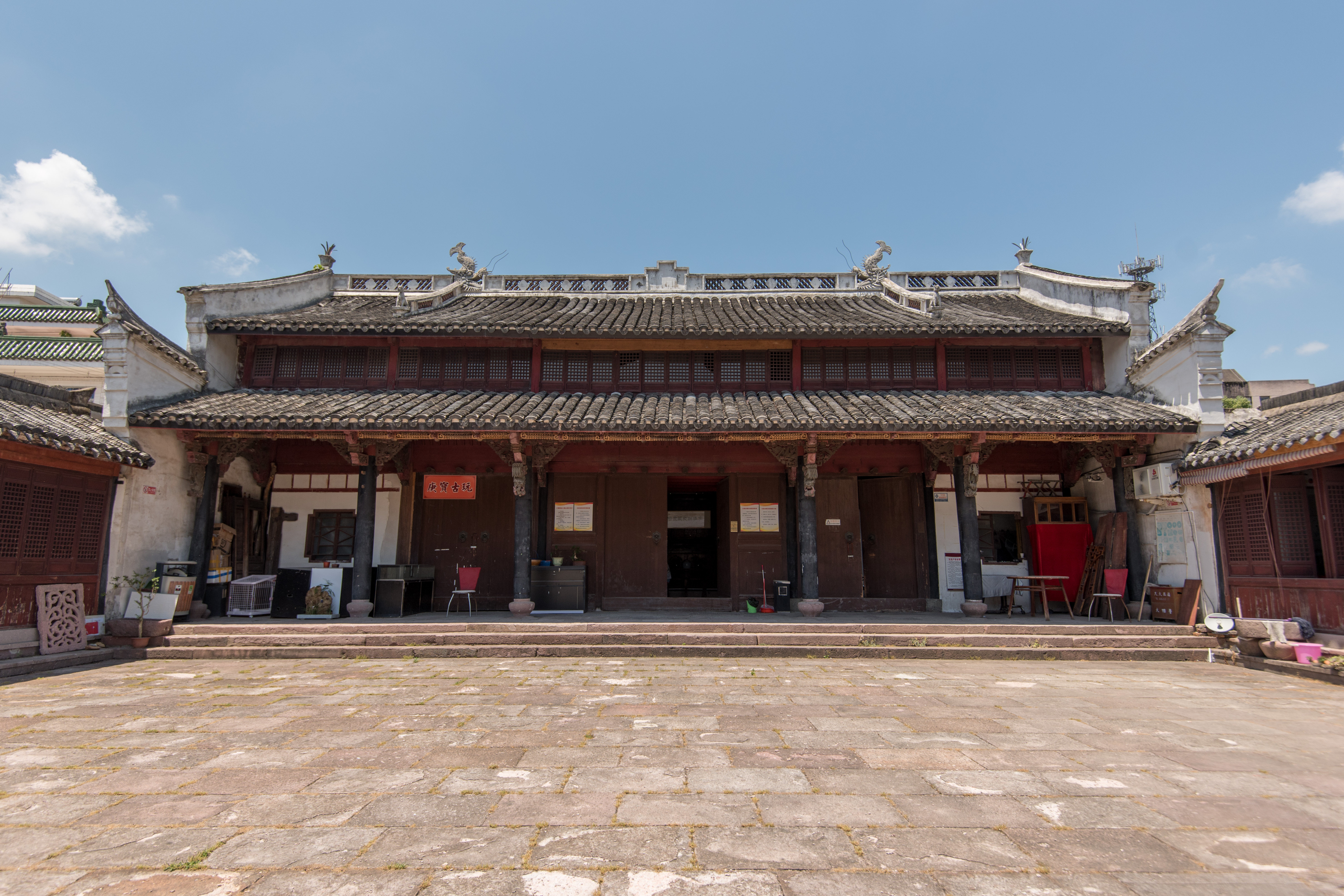
五凤楼
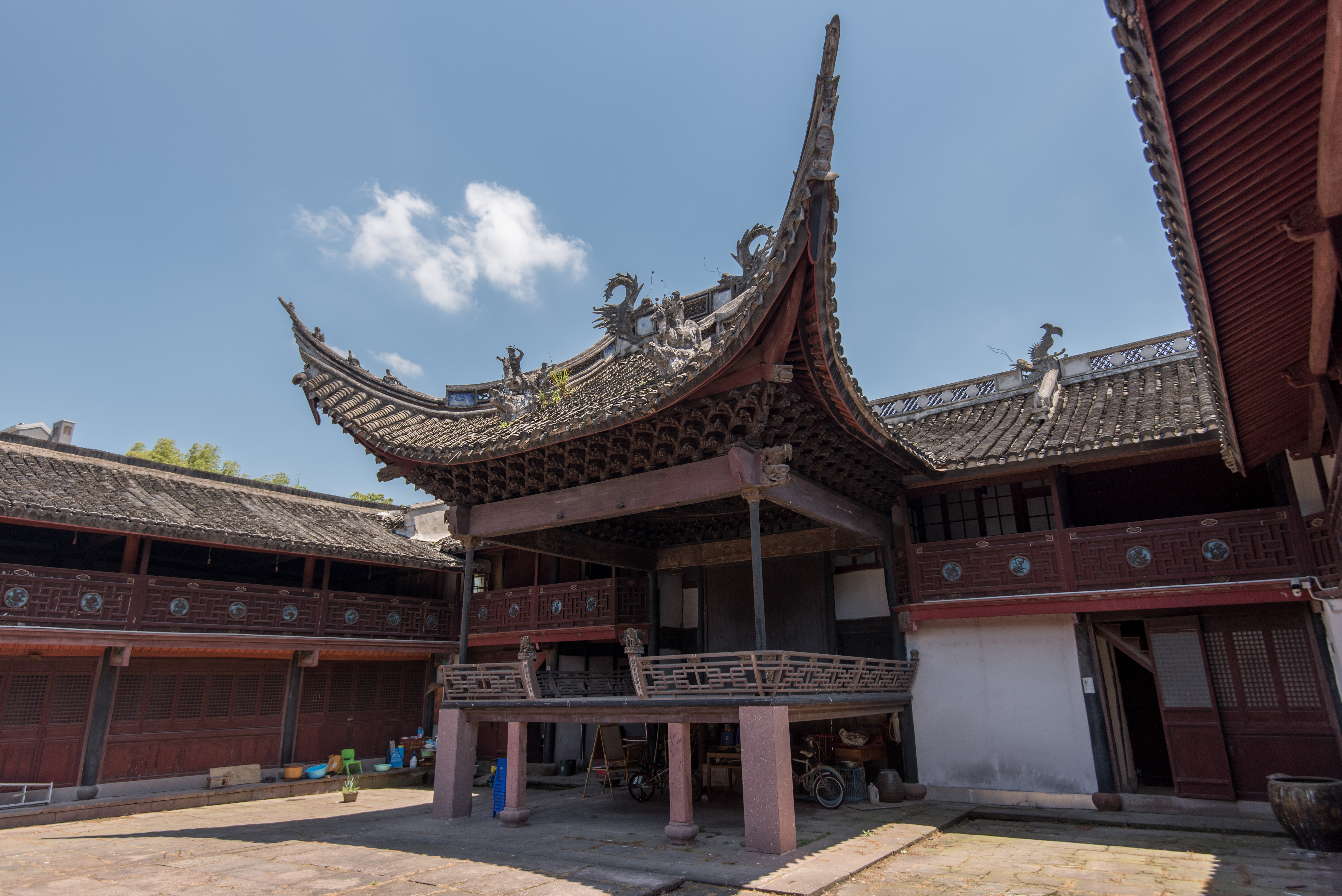
戏台
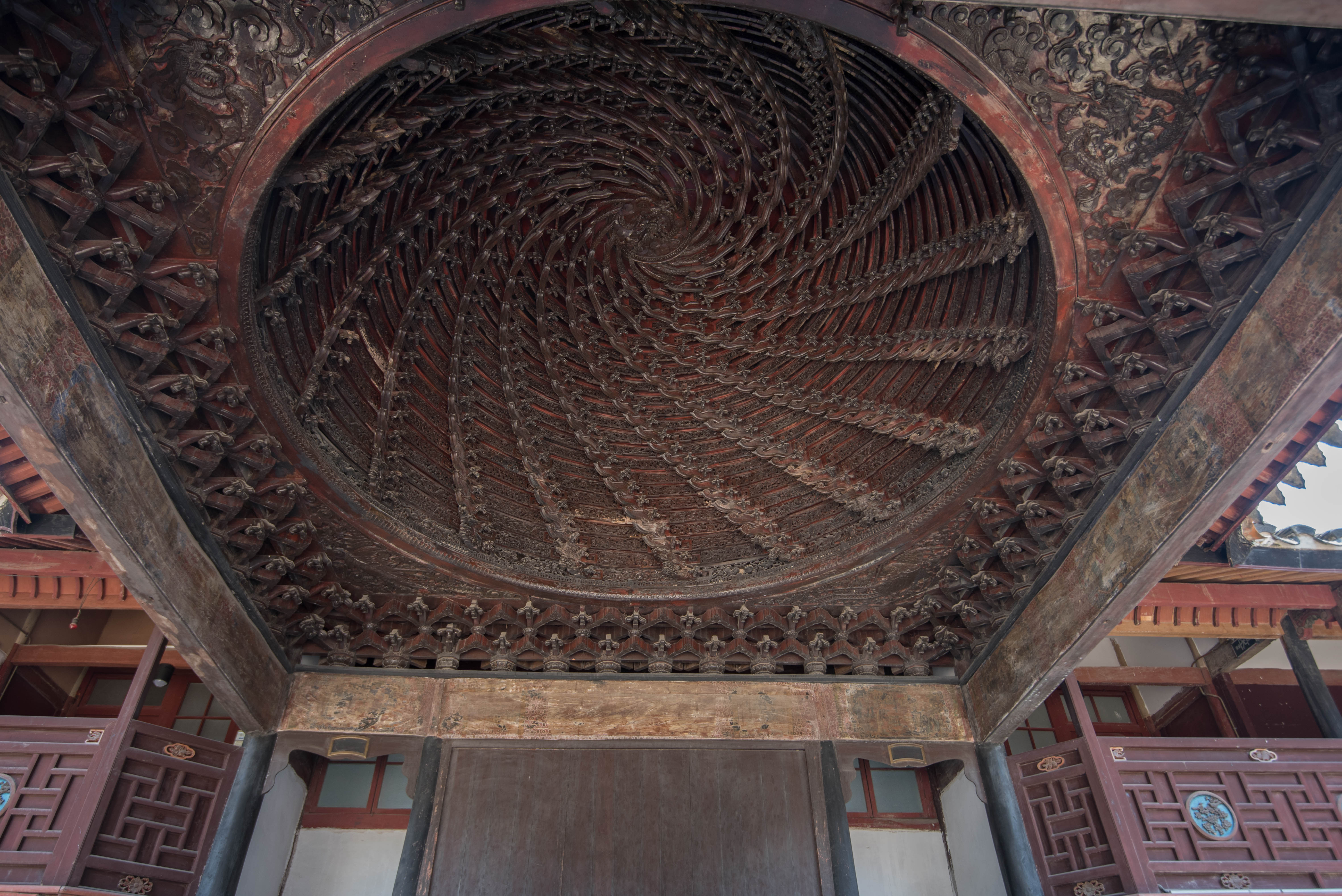
戏台藻井
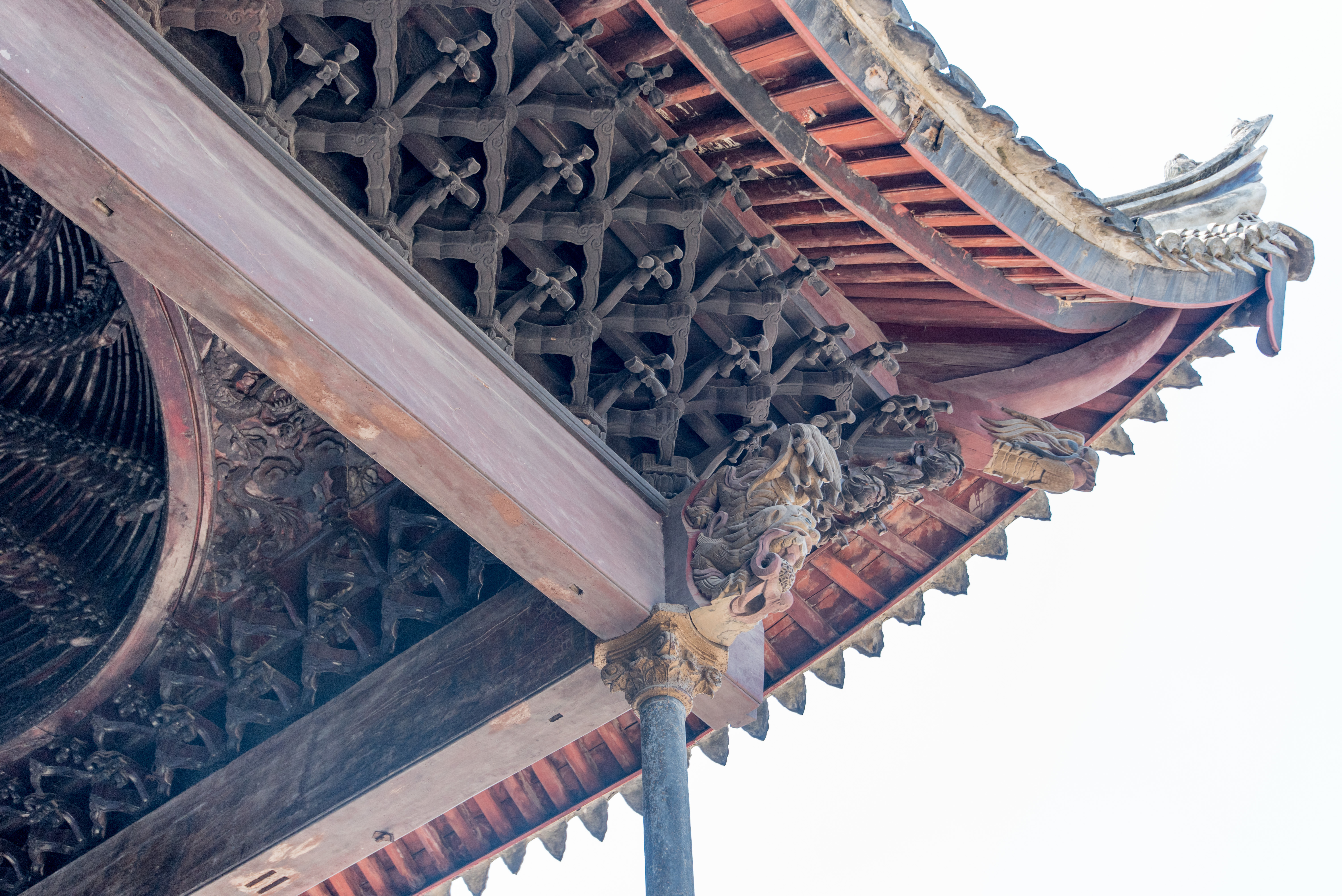
戏台转角